# Melhania albiflora
Melhania albiflora là một loài thực vật có hoa trong họ Cẩm quỳ. Loài này được (Hiern) Exell & Mendonça mô tả khoa học đầu tiên năm 1939.